# 파 이스트 패밀리 밴드
파 이스트 패밀리 밴드(ファー・イースト・ファミリー・バンド, Far East Family Band)는 일본의 프로그레시브 록 밴드이다.
나중에 힐링 뮤직을 하는 미야시타 후미오가 중심이 되어 파 아웃(Far Out)의 후신으로 만들어졌다. 건반으로는 이후 유명해지는 키타로 (음악가)가 참여했다.
76년작 多元宇宙の旅은 클라우스 슐체가 프로듀싱 해주어 유명하다.

## 앨범
- 日本人(1973) (as Far Out)
- 地球空洞説(1975)
- 多元宇宙の旅(1976)
- NIPPONJIN(1976)
- 天空人(1977)